# Giuseppe Mussari
Giuseppe Mussari (Catanzaro, 20 luglio 1962) è un avvocato e banchiere italiano, presidente della Fondazione del Monte dei Paschi dal 2001 al 2006 prima, presidente del Monte dei Paschi di Siena dal 2006 al 2012 poi. Inoltre fu presidente dell’Associazione bancaria italiana dal 15 luglio 2010 al 22 gennaio 2013.

## Biografia
Laureato in giurisprudenza all'Università di Siena, ha esercitato la professione di avvocato dal 1993. A maggio del 2007 venne cooptato del board di AXA S.A..
Secondo Bruno Lugaro, su Il Secolo XIX, è vicino a Comunione e Liberazione. Ha partecipato diverse volte al Meeting per l'amicizia fra i popoli a Rimini.
Secondo Maurizio Bolognini, su Repubblica, era vicino ai Democratici di Sinistra sin dai tempi della Fgci. Filippo Ceccarelli, nel suo Invano. Il potere in Italia da De Gasperi a questi qua, lo ricorda come "ex studente con la kefiah e poi leader degli universitari della federazione comunista di Siena".
È stato presidente prima della Fondazione Monte dei Paschi di Siena (2001-2006) e poi dell'omonima banca (2006-2012). Poco prima di lasciare la Banca ha detto: «Questo non è il mio lavoro, e non voglio confonderlo con la professione: tornerò a fare l'avvocato, che poi è quello che so fare».
Sotto la sua direzione è stata perfezionata l'acquisizione di Antonveneta per la somma di 10 miliardi di euro, oggetto di indagine da parte della Procura di Siena per presunti reati di aggiotaggio e ostacolo agli organi di vigilanza. Secondo quanto riportato da La Stampa, la cifra pagata comprenderebbe «una truffa, estero su estero, che vale all'incirca 1,2-1,5 miliardi». Indagato inoltre nell'ambito dell'inchiesta senese sulla privatizzazione dell'aeroporto di Siena-Ampugnano è stato assolto con formula piena nell'ottobre 2017.
Il 22 gennaio 2013 il Fatto Quotidiano dà notizia di un accordo segreto siglato nel 2009 tra gli allora vertici del Monte dei Paschi, di cui Mussari era presidente, e i vertici della banca giapponese Nomura per una ristrutturazione del debito di MPS per centinaia di milioni di euro. Secondo tale accordo, MPS decide di migliorare la tipologia del rischio finanziario a cui era esposta con il note Alexandria, un derivato basato sui rischiosi mutui ipotecari che Nomura si è detta disponibile a scambiare in cambio di rischiosi derivati della banca giapponese, creando per MPS un buco che alcuni stimano in 740 milioni di euro.
Poche ore dopo, a causa dello scandalo MPS, Mussari rassegna le sue dimissioni irrevocabili dalla Presidenza dell'ABI.

## Procedimenti giudiziari
Nel novembre 2019 Giuseppe Mussari è stato condannato dal Tribunale di Milano a 7 anni e 6 mesi di reclusione (e con pene diverse gli altri ex vertici di Mps) per le operazioni in derivati che occultarono le perdite del disastro Antonveneta. I reati ipotizzati dai giudici sono manipolazione del mercato, falso in bilancio, falso in prospetto e ostacolo all'autorità di vigilanza. Condannati anche gli ex manager di Deutsche Bank e Nomura: alle due banche sono stati sequestrati 150 milioni.
Nel maggio 2022, ribaltando la sentenza di primo grado, la Corte d'Appello di Milano ha assolto da tutte le accuse Mussari e gli altri imputati coinvolti.
Il giorno 11 ottobre 2023,  La Corte di Cassazione ha confermato l'assoluzione di ex alti dirigenti di Monte dei Paschi di Siena (BMPS.MI) (MPS) e di Deutsche Bank e Nomura per operazioni derivate ritenute responsabili di aver avuto un ruolo nel crollo dell'istituto di credito toscano.